# Мавріна Тетяна Олексіївна
Тетяна Олексіївна Мавріна, при народженні Лебедєва (7(20) грудня 1900, Нижній Новгород — 19 серпня 1996, Москва) — російська радянська художниця-живописиц,, графікеса, ілюстраторка. Заслужений художник РРФСР (1981). Лауреатка Державної премії СРСР (1975).

## Життєпис
Народилася 7 (20) грудня 1900 року в Нижньому Новгороді в сім'ї вчителя і літератора Олексія Івановича Лебедєва. Мати, Анастасія Петрівна, походила з дворянського роду Мавріних і теж займалася викладацькою діяльністю. Молодший брат Сергій — академік, засновник радянської комп'ютерної промисловості. У 1920 році сім'я переїжджає до Москви.
У 1921—1929 роках навчалася у Вхутемасі-Вхутеіні (вчителі — Н. В. Синьозубов, Г. В. Федоров, Р. Р. Фальк). Входила до групи «Тринадцять». З 1930 року використовувала як псевдонім дошлюбне прізвище матері — Мавріна.
У післявоєнні роки стала писати в яскравій і відкритій манері, наближеній до примітивізму, давньоруського і народного мистецтва. Багато працювала не тільки в живописі, а й у книжковій ілюстрації (оформила понад 200 книг). Деякі малюнки Мавріної стали основою невеликих оповідань, написаних Юрієм Ковалем. Відомі її роботи для театру і кіно. Тетяна Мавріна померла 19 серпня 1996 року. Похована в Москві в колумбарії Новодівичого кладовища (секція № 148).
Чоловік — художник Н. В. Кузьмін (1890—1987).

## Нагороди і премії
- Державна премія СРСР (1975) — за цикл ілюстрацій до книг «Руські казки», «Казкова абетка», «Лукомор'я», «За тридев'ять земель», «Вітер по полю гуляє …», "О. С. Пушкін. Казки " і станкову графічну серію "Казка, Батьківщина, Краса "
- Премія імені Г. Х. Андерсена (1976) — за внесок в ілюстрування дитячих книжок.
- Заслужений художник РСФСР (1981)

## Творчість
Багато подорожувала старовинними російськими містами. Результатом подорожей Мавріної стала видана в 1980 році книга-альбом «Перехресні стежки», в якій були зібрані акварелі і гуаші з видами заповідних куточків Росії — Звенигорода, Углича, Ростова, Ярославля, Павлівської слободи, Касимова і інших міст.
Багато разів ілюструвала казки О. С. Пушкіна («Казка про мертву царівну і сім богатирів» (1946); «Руслан і Людмила» (1960); «У Лукомор'я» (1961) і М. А. Булатова "Іван селянський син і Чудо-юдо "(1953), " Морозко "(1956), " Сивка-бурка "(1956), " По щучому велінню «1958» Сонце, Місяць і Ворон Воронович «(1960). у 1969 році вийшла в світ» Казкова абетка «. Про своє ставлення до казок і їх збирача А. Афанасьєва Мавріна розповіла Р. Армєєву, який записав її розповідь» У казках — душа і совість народу "і надрукував його в газеті «Известия»(№ 208, 27 липня 1986 р . С. 5).
Велика колекція живописних і графічних творів Мавріної знаходиться в Російському музеї.
Багаторічний друг Т. О. Мавріної та Н. В. Кузьміна художній критик Володимир Іванович Костін написав книгу про Т. О. Мавріну, яка була випущена в світ московським видавництвом «Радянський художник» в 1966 році. Багато ілюстрована, в тому числі кольоровими, репродукціями робіт Мавріної, книга містить списки її основних робіт: живопис і станкова графіка, ілюстрації (1928—1964 рр.) І роботи для театру і кіно (1951—1963 рр.), Список основних виставок, в яких брала участь Т. О. Мавріна (1928—1963 рр.), І список ілюстрацій (Костін В. І. Тетяна Олексіївна Мавріна. М .: Радянський художник, 1966 р 180с. Тираж 15 000 екз., Палітурка, суперобкладинка).